# Sam Shaw
Sam Shaw (New York, 15 gennaio 1912 – Westwood, 5 aprile 1999) è stato un fotografo statunitense.
All'inizio degli anni cinquanta il fotografo newyorkese Sam Shaw lavorava a Los Angeles, e veniva spesso incaricato dalla 20th Century Fox di progettare manifesti pubblicitari e di scattare foto di scena dei loro film.
Fu pressappoco in quel periodo (1950-51) che conobbe Marilyn Monroe. La futura star non aveva ancora sfondato, tanto che una volta, durante un periodo di disoccupazione fra un contratto e l'altro, lei gli fece da autista per potersi pagare l'affitto di casa. I due divennero buoni amici e quando la Fox affidò a Shaw l'incarico di documentare la realizzazione del film Quando la moglie è in vacanza, fu lui ad avere l'idea — pubblicitariamente molto proficua — di inscenare una pre-ripresa a New York della celebre scena della gonna svolazzante, a beneficio dei fotografi e degli astanti, e solo dopo rigirarla a Hollywood.
Fu sempre Shaw ad avere l'idea di suggerire ad Arthur Miller che il suo breve racconto Gli spostati avrebbe costituito lo spunto ideale per un film destinato a esaltare le qualità della moglie come attrice drammatica. Fu la prima volta che Miller scrisse una sceneggiatura, avendo in precedenza rifiutato ogni proposta del genere.

## Mostre
- Forever Marilyn: Palazzina di Caccia di Stupinigi a Nichelino (TO), 02/07/2022 - 18/09/2022[1]